# براد فرنسيس
براد فرنسيس (بالإنجليزية: Brad Holman)‏ هو لاعب كرة قاعدة أمريكي، ولد في 9 فبراير 1968 في كانساس سيتي في الولايات المتحدة.